# Best the Back Horn
Albums de The Back Horn
THE BACK HORN (Album) Pulse
Best the Back Horn est un album compilation du groupe de rock japonais The Back Horn. Cet album est sorti le 23 janvier 2008 à l'occasion des 10 ans du groupe.

## Titres de l'album
Disc 1
1. Sunny (サニー) – 3:55
2. Namida ga Koboretara (涙がこぼれたら) – 4:44
3. Hikari no Kesshou (光の結晶) – 5:22
4. Mirai (未来) – 5:18
Chanson thème du film Jellyfish (Bright Future) .
5. KIZUNA Song (キズナソング) – 6:02
6. Ikusen Kounen no Kodoku (幾千光年の孤独) – 4:21
Venant de l'album Ningen Program.
7. Seimeisen (生命線) – 4:33
8. Hitorigoto (ひとり言＜New Mix＞) – 4:34
Venant de l'album indépendant Yomigaeru Hi.
9. Utsukushii Namae (美しい名前) – 5:26
10. Hajimete no Kokyuu de (初めての呼吸で) – 5:16
11. Chaos Diver (カオスダイバー) – 4:53
12. Kiseki (奇跡) – 5:28
Chanson thème de la série d'horreur Zoo.

Disc 2
1. Requiem (レクイエム) – 5:20
Chanson theme du film Casshern.
2. Cobalt Blue (コバルトブルー) – 4:26
3. Black Hole Birthday (ブラックホールバースデイ) – 5:07
4. Natsukusa no Yureru Oka (夏草の揺れる丘) – 4:56
Venant de l'album Shinzou Orchestra.
5. Yume no Hana (夢の花) – 4:38
6. Sora, Hoshi, Umi no Yoru (空、星、海の夜) – 5:38
7. Maihime (舞姫) – 4:46
8. Wana (罠) – 4:22
Generique de fin de l'anime Mobile Suit Gundam 00.
9. Sekaiju no Shita de (世界樹の下で) – 5:02
10. Fuusen (風船) – 4:52
Single indépendant.
11. Fuyu no Milk (冬のミルク＜New Recording＞) – 4:46
Venant du mini-album Doko e Yuku.
12. Koe (声) – 4:21
13. Yaiba (刃) – 3:29
chanson thème du film anime Sakigake!! Otokojuku.